# Bernart de Tot-lo-mon
Bernart de Tot-lo-Mon o de Tot lo Mon (fl. 1274-1304) è stato un trovatore e joglar, originario forse, secondo Jeanroy, di Bruniquel nel Quercy e attivo verosimilmente alla corte del conte Enrico II di Rodez.
Il suo soprannome de Tot-lo-mon sta a significare "di tutto il mondo". Della sua opera ci restano tre lavori. Be m'agrada.l temps de pascor è una contaminazione tra canso d'amors e sirventes. La stanza finale è una condanna morale della decadenza mondana, ma il tono dell'intera composizione è infallibilmente quello dell'amor cortese. Il testo è alquanto degradato e la penultima stanza è pressoché interamente perduta. Lo plazers qu'als plazens plai, un plazer (o, secondo István Frank, un sirventes), è dedicato al conte Bernardo VI di Comminges (1241–95) e al conte Bernardo IV d'Astarac (1249–91). Mals fregz s'es els rics crois mes è un altro sirventes con caratteristiche cortesi. La sua forma metrica è presa in prestito da Be volgra midons saubes di Arnaut Plagues.